# Kaash Paige
Kaash Paige, pseudonimo di D'Kyla Paige Woolen (Dallas, 8 gennaio 2001), è una cantante e rapper statunitense.

## Biografia
Kaash Paige è salita alla ribalta dopo che Love Songs, una volta diventata virale, ha fatto l'ingresso nella Bubbling Under Hot 100 e nella Canadian Hot 100; il brano è stato in seguito estratto dall'EP Parked Car Convos e certificato platino dalla Recording Industry Association of America.
Teenage Fever, primo album in studio, è stato pubblicato nell'agosto 2020. All'LP ha fatto seguito il secondo disco, intitolato S2ML (2022). Nella prima metà del 2023 è stata impegnata con la tournée Ms vs Myself Tour, costituita da nove date in America del Nord.

## Discografia

### Album in studio
- 2020 – Teenage Fever
- 2022 – S2ML
- 2024 – Catch Me While I Care

### EP
- 2019 – Parked Car Convos

### Singoli
- 2018 – Love Songs (solo o con 6lack)
- 2019 – Wyca (con Da Dreak)
- 2019 – Happy Song
- 2020 – Frank Ocean
- 2020 – Jaded
- 2021 – Bad Girl (con Strick)
- 2022 – Girlfriend
- 2022 – 24 Hrs (feat. Lil Tjay)
- 2022 – Miss My Dawgs (con 6lack)
- 2022 – Doubted Me
- 2023 – Dance with Me (con Vibes)
- 2023 – Skitzo
- 2023 – Diamonds
- 2023 – Issues
- 2023 – Temptations
- 2024 – Waterfalls
- 2024 – Superstar

## Tournée
- 2023 – Ms vs Myself Tour